# Shirase Nobu

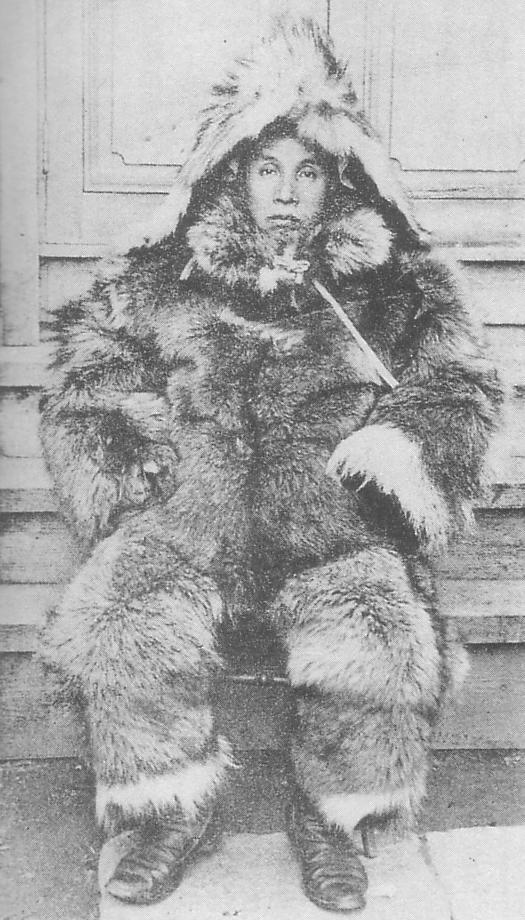
Shirase Nobu

Shirase Nobu (jap. 白瀬 矗; * 20. Juli 1861 (traditionell: Bunkyū 1/6/13) in Konoura, Yuri-gun (heute: Nikaho), Präfektur Akita; † 4. September 1946 in Koromo, Nishikamo-gun (heute: Toyota), Präfektur Aichi) war ein japanischer Armeeoffizier, der die Japanische Antarktisexpedition 1910–1912 leitete und dabei die Mannschaft von Amundsen traf. Shirase und seine Leute betraten zum ersten Mal die Edward-VII-Halbinsel und wurden nach ihrer Rückkehr in Japan als Helden gefeiert.

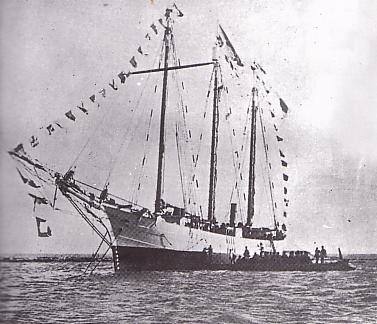
Kainan Maru

Shirase Nobus erste Expedition führte ihn im Jahre 1893 auf die Inseln der Kurilen, die nördlich von Japan liegen. Als unbekannter Leutnant der Armee bewarb er sich um die Durchführung der Japanischen Antarktisexpedition, wobei er vom früheren Ministerpräsidenten Japans Ōkuma Shigenobu unterstützt wurde. Die Antarktisexpedition stach am 1. Dezember 1910 in Tokio mit der Kainan Maru (開南丸) in See, einem kleinen, nur 100 Fuß (30 Meter) langen Segelschiff. Zum Abschied versammelten sich lediglich einige Studenten an der Ablegestelle. Sie erreichten Wellington auf Neuseeland am 7. Februar 1911 und starteten vier Tage später Richtung Antarktis. Aufgrund des schlechten Wetters mit Sturm, starkem Schneefall und Packeisbildung kehrte Shirase nach Australien um, wo er in Sydney am 1. Mai 1911 landete. Dort hatten die Japaner keine finanziellen Mittel und wenig Verpflegung, lebten in ärmlichen Verhältnissen, kampierten in einer Hütte und zogen sich spöttische Kommentare der Presse zu. Ein Teil der Mannschaft samt Kapitän kehrte nach Japan zurück, um Gelder zu beschaffen. Professor Edgeworth David von der Universität Sydney, ein früheres Mitglied der Nimrod-Expedition von Ernest Shackleton im Jahre 1907–1909, half nicht nur Shirase und seiner Mannschaft, sondern trat auch in der australischen Öffentlichkeit für die Japaner ein.
Shirase war sich darüber im Klaren, dass er den Südpol nicht vor Roald Amundsen und Robert Scott erreichen konnte. Dennoch startete er am 19. November 1911 erneut von Sydney aus Richtung Süden und erreichte am 16. Januar 1912 das Ross-Schelfeis. An der von ihm benannten Kainan Bay trafen sie auf die Fram, Amundsens Schiff, das auf dessen Rückkehr wartete. Aufgrund sprachlicher Probleme konnten sie sich kaum verständigen.

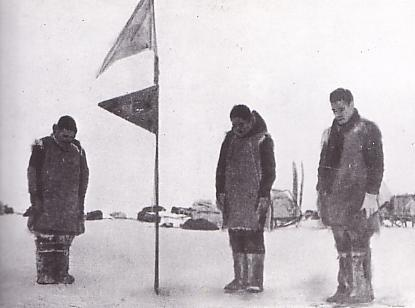
Expedition an ihrem südlichsten Punkt im Yamato-Schneefeld, 29. Januar 1912

Später landete die Expedition in der Bucht der Wale an einem der riesigen Eisfelder, und eine Gruppe von sieben Männern wurde ausgesandt, wovon zwei am Ende des Eisfeldes ein Basislager errichteten. Die anderen fünf stellten weitere Erkundigungen an. Nach 160 Meilen gaben sie aufgrund eines Blizzards und schwindender Kräfte von Mannschaft und Schlittenhunden auf, steckten am 29. Januar eine japanische Flagge ins Eis und kehrten zum Schiff zurück. Dieses Gebiet bei 80° 5′ S, 156° 37′ W nannten sie Yamato-Schneefeld (大和雪原, Yamato yukihara). Während Shirase mit der Gruppe unterwegs war, verließ die Kainan Maru die Bucht der Wale Richtung Biscoe Bay, um die Edward-VII-Halbinsel näher zu erkunden. Sie nahm die Gruppe erst am 2. Februar wieder auf, und die Mannschaft kehrte über Wellington am 20. Juni 1912 nach Yokohama zurück. Sie hatten alle Ziele erreicht, außer den Südpol. Als sie in Japan ankamen, wurden sie als Helden gefeiert.
Die Gesamtkosten für Shirase betrugen etwa 120.000–125.000 Yen, und trotz Spenden verschuldete er sich mit 40.000 Yen (heute: 200 Mio. Yen). Diese bezahlte er ab, indem er in ganz Japan Vorträge hielt.
Er starb am 4. September 1946 in Koromo (heute Toyota) an Darmverschluss. Ihm zu Ehren sind in der Antarktis der Shirase-Gletscher, die Shirase-Küste und die der Küste vorgelagerte Shirase-Bank benannt.